# Густав-Адольф Янссен
Густав-Адольф Янссен (нім. Gustav-Adolf Janssen; 9 квітня 1915, Гамбург — 15 листопада 1978) — німецький підводник, капітан-лейтенант крігсмаріне.

## Біографія
3 квітня 1936 року вступив у крігсмаріне. З 22 липня по 15 листопада 1941 року — командир підводного човна U-151, з 16 листопада 1941 по 30 червня 1942 року — U-37, з 15 липня 1942 по 13 березня 1944 року — U-103, на якому здійснив 4 походи (разом 254 дні в морі), з 23 квітня по 3 травня 1945 року — U-3037. В 1944 році заступився за свого колишнього підлеглого Оскара Куша, звинуваченого у «боягузтві та підбурюванні до бунту».
Під час свого першого походу потопив 2 кораблі загальною водотоннажністю 11 430 брт і пошкодив 1 корабель (13 945 брт).
| Дата потоплення | Назва корабля          | Тип               | Тоннаж | Вантаж                                                                           | Екіпаж | Загиблі | Країна             | Конвой |
| --------------- | ---------------------- | ----------------- | ------ | -------------------------------------------------------------------------------- | ------ | ------- | ------------------ | ------ |
| 31 жовтня 1942  | Tasmania               | Торговий теплохід | 6,405  | 8 500 тонн продуктів харчування, чаю, джуту, 2 000 тонни чавуну та 400 тонн руди | 90     | 6       | Британська імперія | SL-125 |
| 6 грудня 1942   | Henry Stanley          | Торговий теплохід | 5,025  | 4 000 тонн генеральних вантажів, включаючи вибухівку та 2 000 мішків пошти       | 64     | 63      | Британська імперія | ON-149 |
| 13 грудня 1942  | Hororata (пошкоджений) | Торговий пароплав | 13,945 | Морожені і генеральні вантажі                                                    | 82     | 0       | Британська імперія |        |

## Звання
- Кандидат в офіцери (3 квітня 1936)
- Морський кадет (10 вересня 1936)
- Фенріх-цур-зее (1 травня 1937)
- Обер-фенріх-цур-зее (1 липня 1938)
- Лейтенант-цур-зее (1 жовтня 1938)
- Оберлейтенант-цур-зее (1 жовтня 1940)
- Капітан-лейтенант (1 квітня 1943)

## Нагороди
- Залізний хрест 2-го і 1-го класу
- Нагрудний знак підводника
- Німецький хрест в золоті (21 січня 1944)